# Strmca, Bloke
Strmca este o localitate din comuna Bloke, Slovenia, cu o populație de 25 de locuitori.